# Akademiepenning
De zilveren Akademiepenning is een wetenschapsprijs die sinds 1983 wordt toegekend aan personen die zich in Nederland zeer verdienstelijk hebben gemaakt voor de bloei van de wetenschappen in ruime zin. In de even jaren werd de penning toegekend op voorstel van de Afdeling Letterkunde, in de oneven jaren op voorstel van de Afdeling Natuurkunde van de Koninklijke Nederlandse Akademie van Wetenschappen. Vanaf 2006 is het een tweejaarlijkse prijs. 
De recipiënt wordt geselecteerd door een commissie van de Koninklijke Nederlandse Akademie van Wetenschappen. De jury van de editie 2016 werd voorgezeten door Nobelprijswinnaar Ben Feringa.

## Ontvangers van de Akademiepenning
- 1983 H.C. van de Hulst
- 1984 F.A. Stafleu
- 1986 R. van Lieshout en P.W. van der Ploeg Sr.
- 1987 L. Vroman en A.J. Wiggers
- 1988 C.A. van den Beld en C. le Pair
- 1989 J. Hulsker, Koenraad Verhoeff en A.D. Sacharov (Rusland)
- 1990 A.H. Heineken, C. de Jager en J.M. Polak
- 1991 J. van Baal en K.C. Winkler
- 1992 P. Buwalda, J.L. van der Gouw en E.A. Loeliger
- 1993 J.J. Klant en A. Pais
- 1994 P.H. Dubois en S. Dubois-de Bruyn
- 1995 P.C. Baayen
- 1996 G. Puchinger
- 1997 P.J. Vinken
- 1998 R. Nieuwenhuys en P. Sanders
- 1999 M.A.C. Perryman, M.J.G. Veltman en G. 't Hooft
- 2000 Leo Jansen
- 2001 Erik Houwink
- 2002 Joost Ritman
- 2003 Dirk van Dalen
- 2004 Ton Koopman
- 2005 Hans Chang
- 2006 Emeri van Donzel
- 2008 Dick Swaab
- 2010 Paul Schnabel
- 2012 Emmo Meijer
- 2014 Alexander Rinnooy Kan
- 2016 Robert-Jan Smits[1]
- 2019 Trudy Dehue
- 2021 Jaap van Dissel
- 2023 Carla Hollak[2]
- 2025  Philomena Essed